# Кампания ООН «Миллиард деревьев»
Посадки во благо планеты: кампания «Миллиард Деревьев» — всемирная кампания по посадке деревьев, учреждённая в рамках программы ООН по окружающей среде (ЮНЕП). Задача кампании: посадить миллиард деревьев в течение 2007 года. В мае 2007 года ООН заявила, что средства на посадку миллиарда деревьев уже собраны, как и было запланировано.

## О кампании «Миллиард Деревьев»
Под девизом «Посадки во благо планеты: кампания Миллиард Деревьев» на сайте, созданном ЮНЕП, был размещён призыв к частным лицам, объединениям, корпорациям и целым странам взять на поруку посадку деревьев. Во избежание мошенничества предложения о помощи и пожертвования тщательно проверялись. Эта кампания — детище профессора Вангари Маатаи, лауреата Нобелевской премии мира 2004 года и основателя движения «Зелёный пояс» в Кении, в рамках которого, начиная с 1977 года, в двенадцати африканских странах было посажено 30 000 000 деревьев. Профессор Маатаи подчеркнула необходимость проведения кампании: «Часто люди много говорят, но мало делают. Мы же не болтаем, мы работаем. Наша цель — дать людям понять, как важно самим выйти на улицы и начать сажать деревья. Я даже не сомневаюсь — у нас всё получится!».

## Отзывы
Некоторые люди недовольны идеей посадки деревьев. Кевин Смит (не путать с американским сценаристом), автор работы «Миф о безвредном углероде», говорит, что посадка миллиарда деревьев не предотвратит глобального потепления. В своем докладе он объясняет: «Нельзя просто заявить: „мы посадили миллиард деревьев, и это само по себе хорошо для окружающей среды“. Необходимо тщательно изучить особенности каждой из посадочных зон и выяснить, где и что сажать».
Всемирный центр агролесоводства, международная неправительственная организация, всемирный лидер в теории и практике высаживания нужных деревьев на частных фермах за городом, оказывает научную поддержку Кампании, советуя какие деревья нужны для посадки, где и каким образом их сажать. Поддержка осуществляется через сайт организации.
В целом, кампания дала хорошие результаты по всему миру. Из Турции поступили обязательства на посадку 200 000 000 деревьев. Одна из школ в Новой Зеландии в рамках кампании посадила 300 деревьев. Сенегал поручился за посадку 20 000 000 саженцев.
Активно поддержала эту кампанию школьная экологическая инициатива Plant-for-the-Planet, которую выдвинул в 2007 году баварский девятилетний школьник Феликс Финкбайнер. После кончины профессора Вангари Маатаи (25 сентября 2011 года) на очередной конференции ЮНЕП в Дурбане / ЮАР состоялась официальная передача управления кампанией «Миллиард деревьев» молодежной природоохранной организации, базирующейся в Германии — Фонду «Озеленим нашу планету», от имени которого перед собравшимися выступал 14-летний Феликс Финкбайнер.

## Слова руководителей
«У нас осталось мало времени на предотвращение разрушительных и негативных для экономики климатических изменений. Существует множество решений этой проблемы, и, по словам экономистов, предлагаемые методы вполне доступны, если сравнивать экономические преимущества, которые даст результат, с затратами на Кампанию. Лес — это источник материалов, из которых по всему миру производятся товаров и услуг на миллиарды, если не триллионы, долларов. Лес — природный ресурс, очень важный с точки зрения экономики, который извлекает из атмосферы углекислый газ и задерживает его в стволах и ветвях деревьев. На сегодняшний день площадь лесов по всей земле сократилась, по меньшей мере, на треть по сравнению с тем, что было когда-то раньше. Настало время остановить вымирание лесов, настало время действовать», считает Аким Штейнер, исполнительный директор ЮНЕП. "Я верю, что девиз «Посадки во благо планеты: кампания „Миллиард Деревьев“» станет символом, знаменующим начало всех тех действий, которые принесут не только текущую выгоду от посадки деревьев, но так же и пользу будущим поколениям" — Альбер II, князь Монако. «Выращивая деревья, мы раскидываем семена мира и надежды по всей планете», — профессор Вангари Маатаи.

## Поддерживаемые проекты
- «Нация Деревьев» Архивная копия от 10 июля 2015 на Wayback Machine — сообщество в Интернете, посвящённое борьбе с глобальным потеплением. Задачей их сайта является посадка восьми миллионов деревьев в пустыне страны Нигер, беднейшей страны мира, — в виде огромного сердца, которое можно увидеть из космоса. «Нация Деревьев» планирует продавать эти деревья различным организациям и частным лицам по всему миру, и таким образом компенсировать вред, приносимый выбросами СО2, а среди задач меньшего масштаба — борьба с бедностью в стране и борьба с опустыниванием. «Нация Деревьев» предоставляет возможность сажать деревья на виртуальной карте. У виртуальных деревьев имеются свои блоги и профайлы, тогда как настоящие деревья высаживаются в Нигере для борьбы с изменением климата и опустыниванием. Проект принесёт пользу местному населению — его общему благосостоянию, а также окажет поддержку в сферах образования и земледелия.
- «Посадки во благо планеты», проект ООН по посадке миллиарда деревьев с 2007 года поддерживают молодые активисты и ученики многих школ в разных странах мира. Посадка такого количества деревьев должна уменьшить содержание CO2 в атмосфере и в целом повысить интерес к проблемам глобального потепления.